# Altshauser Weiher (Naturschutzgebiet)
Das Gebiet Altshauser Weiher ist ein mit Verordnung vom 30. Dezember 1974 durch das Regierungspräsidium Tübingen ausgewiesenes Naturschutzgebiet (NSG-Nummer 4.075) im Gebiet der Gemeinden Altshausen und Eichstegen im baden-württembergischen Landkreis Ravensburg in Deutschland.

## Lage
Das rund 50 Hektar große Naturschutzgebiet Altshauser Weiher gehört naturräumlich zum Oberschwäbischen Hügelland. Es liegt westlich von Altshausen und östlich von Eichstegen, direkt an der Bundesstraße 32, auf einer Höhe von 582 m ü. NN. Es handelt sich um eine Vermoorte Senke in der Kißlegg-Subformation des Molassebeckens, die während des vorletzten Gletschervorstoßes gebildet wurde.
Das Gebiet des eigentlichen, rund zehn Hektar großen Altshauser Weihers zeichnet sich im nordwestlichen Teil durch starke Verlandungen, am Westufer artenreiche Buchenwälder und sonst floristisch reiche Streuwiesen aus.

## Name
Im Laufe der Zeit wurde der bereits zur Herrschaft des Deutschen Ritterordens im Spätmittelalter angelegte Weiher mit verschiedenen Namen belegt: Alter Weiher, Altshäuser See, Altweiher, Altshauser Altweiher und Großer Weiher.

## Flora und Fauna

### Flora
Im Gebiet sind mehr als 300 Gefäßpflanzenarten beheimatet, von denen über 30 Arten auf der Roten Liste stehen und 17 Arten als schonungsbedürftig gelten. Aus der schützenswerten Flora sind folgende Pflanzenarten (Auswahl) zu nennen:
- Birkengewächse
  - Schwarz-Erle (Alnus glutinosa), auch Eller oder Else genannt
- Hornblattgewächse
  - Raues Hornblatt (Ceratophyllum demersum)
- Knöterichgewächse
  - Wasser-Knöterich (Persicaria amphibia)
- Korbblütler
  - Nickender Zweizahn (Bidens cernua)
- Laichkrautgewächse
  - Krauses Laichkraut (Potamogeton crispus)
- Nachtschattengewächse
  - Bittersüßer Nachtschatten (Solanum dulcamara)
- Sauergrasgewächse
  - Gewöhnliche Teichbinse (Schoenoplectus lacustris)
  - Schwarzschopf-Segge (Carex appropinquata)
  - Steife Segge (Carex elata)
- Seerosengewächse
  - Gelbe Teichrose (Nuphar lutea), auch Gelbe Teichmummel, Mummel, Teichmummel oder Teichkandel genannt
  - Weiße Seerose (Nymphaea alba)
- Süßgräser
  - Schilfrohr (Phragmites communis Trin.)
- Weidengewächse
  - Asch-Weide (Salix cinerea), auch Grauweide genannt

### Fauna
Das Gebiet des Altshauser Weihers weist eine umfangreiche Vogelwelt mit über 100 beobachteten Arten auf, von denen etwa 60 Arten relativ regelmäßig beim Brutgeschäft anzutreffen sind. Weitere 40 Arten finden am Altshauser Weiher während ihres Durchzugs Rastquartier. Schutzwürdig ist auch die Libellen- und Amphibienfauna sowie die Fischfauna mit vier bedrohten Arten. Aus der schützenswerten Fauna sind folgende Spezies (Auswahl) zu nennen:
- Galizischer Sumpfkrebs (Astacus leptodactylus), auch Europäischer Sumpfkrebs oder Schmalscherenkrebs genannt
- Vögel
  - Haubentaucher (Podiceps cristatus), eine Art aus der Familie der Lappentaucher
  - Rohrammer,  auch Rohrspatz genannt (Emberiza schoeniclus), ein Vertreter der Familie der Ammern
  - Teichrohrsänger (Acrocephalus scirpaceus), aus der Familie der Grasmückenartigen
  - Zwergdommel (Ixobrychus minutus), ein verborgen lebender Vogel aus der Familie der Reiher

## Sonstiges
Der Altshauser Weiher wurde in das Aktionsprogramm zur Sanierung oberschwäbischer Seen aufgenommen. Dieses Programm hat sich zum Ziel gesetzt, die Nährstoffeinträge aus der Landwirtschaft durch die Anlage eines Sedimentationsbeckens zu minimieren.
Am südöstlichen Ufer des Weihers befindet sich das Altshauser Naturstrandbad.